# Florence Griffith-Joyner
Florence Griffith-Joyner, nascuda com Florence Delorez Griffith, (Los Angeles, 21 de desembre de 1959 - Mission Viejo, Califòrnia, 21 de setembre de 1998) fou una atleta estatunidenca, especialista en proves de velocitat. Coneguda al món de l'esport com a Flo-Jo, guanyà tres medalles d'or i una de plata als Jocs Olímpics de Seül 1988 i va batre els rècords del món de 100 m i 200 m, que encara estan vigents. Va ser reconeguda el 1988 atleta femenina de l'any per la IAAF, la primera del palmarès.

## Biografia

### Inicis
Procedent d'una família humil, començà de nena a destacar en carreres, en què guanyava als nois de la seva edat i fins i tot de més grans. Tot i les seves prometedores qualitats l'atletisme no oferia un futur que pogués resoldre les dificultats econòmiques de la família, per la qual cosa en acabar els estudis secundaris l'abandonà per anar a treballar.
Tot canvià quan va conèixer Bob Kersee, que seria el seu entrenador i que ràpidament veié el seu potencial com a velocista. Va aconseguir-li una beca per estudiar a la Universitat de Califòrnia, Los Angeles (UCLA), i començaren a treballar seriosament.
Ràpidament arribaren els resultats. Florence va guanyar diversos títols als Campionats Universitaris dels Estats Units (NCAA), i els seus temps en 100 i 200 metres llisos van millorar notòriament.

### Primers èxits
El 1983 participà en la primera edició del Campionat del Món d'Atletisme celebrat a Hèlsinki, on va ser 4a als 200 m.
El 1984 aconseguí la medalla de plata als 200 m als Jocs Olímpics de Los Angeles, sent superada sols per la seva compatriota Valerie Brisco-Hooks.
Després dels Jocs, Griffith es casà amb l'atleta Al Joyner, campió olímpic de triple salt i germà de l'atleta Jackie Joyner-Kersee, i temporalment abandonà la pràctica de l'atletisme.
Amb tot, i amb la vista posada als Jocs Olímpics de 1988, Florence va reaparèixer als Mundials de Roma de 1987, on tornà a acabar segona als 200 m, aquest cop superada per l'alemanya Silke Gladisch. A més va guanyar la medalla d'or en la cursa de relleus 4 x 100 m.

### 1988
El 1988 seria el seu gran any, amb les victòries als Jocs Olímpics de Seül i amb els rècords del món de 100 i 200 metres llisos, que, entrat el segle XXI, encara no han estat superats. Als trials d'Indianapolis, classificatoris pels Jocs, va córrer els 100 m en uns sorprenents 1049, una marca que feia miques l'anterior rècord de 1076 que tenia Evelyn Ashford, i que encara avui dia continua sent una marca inagualable per a cap altra atleta.
Ja als Jocs Olímpics de Seül, la seva actuació fou històrica, guanyant les medalles d'or en 100 m, 200 m i relleus 4 x 100 m, a més de la plata als 4x400m relleus. Cal destacar que als 200 m, va batre dues vegades el rècord mundial, una a semifinals i l'altra a la final, sent els 2134 d'aquesta darrera l'actual rècord del món de la distància.

### Després dels Jocs
Poc després dels Jocs Olímpics, amb 29 anys i estant al capdamunt de la seva carrera esportiva, va anunciar la seva retirada de les pistes. Convertida en un ídol mediàtic del moment, es dedicà a la publicitat. Tingué la seva pròpia línia de roba, i fins i tot es va fer una nina anomenada Flo-Jo.
Amb sols 38 anys, va morir de forma sobtada el 21 de setembre de 1998.
Se la recorda pels seus resultats espectaculars, amb rècords encara imbatuts dècades després, per la seva indumentària vistosa, i també per les sospites d'ús de substàncies dopants, basades en l'aspecte hipermusculat de l'atleta, i les seves grans qualitats, en un context de creixent interès dels mitjans de comunicació pels temes relacionats amb el dopatge. Tot i així, les proves de drogues no van donar mai com a resultat cap evidència, ni tan sols en les anàlisis després de la seva mort.

### Marques personals[6]
- 100 m – 10"49 (Indianapolis, 1988) Rècord del món vigent
- 200 m – 21"34 (Seül, 1988) Rècord del món vigent
- 400 m – 50"89 (Los Angeles, 1985)